# افزونگی (نظریه اطلاعات)

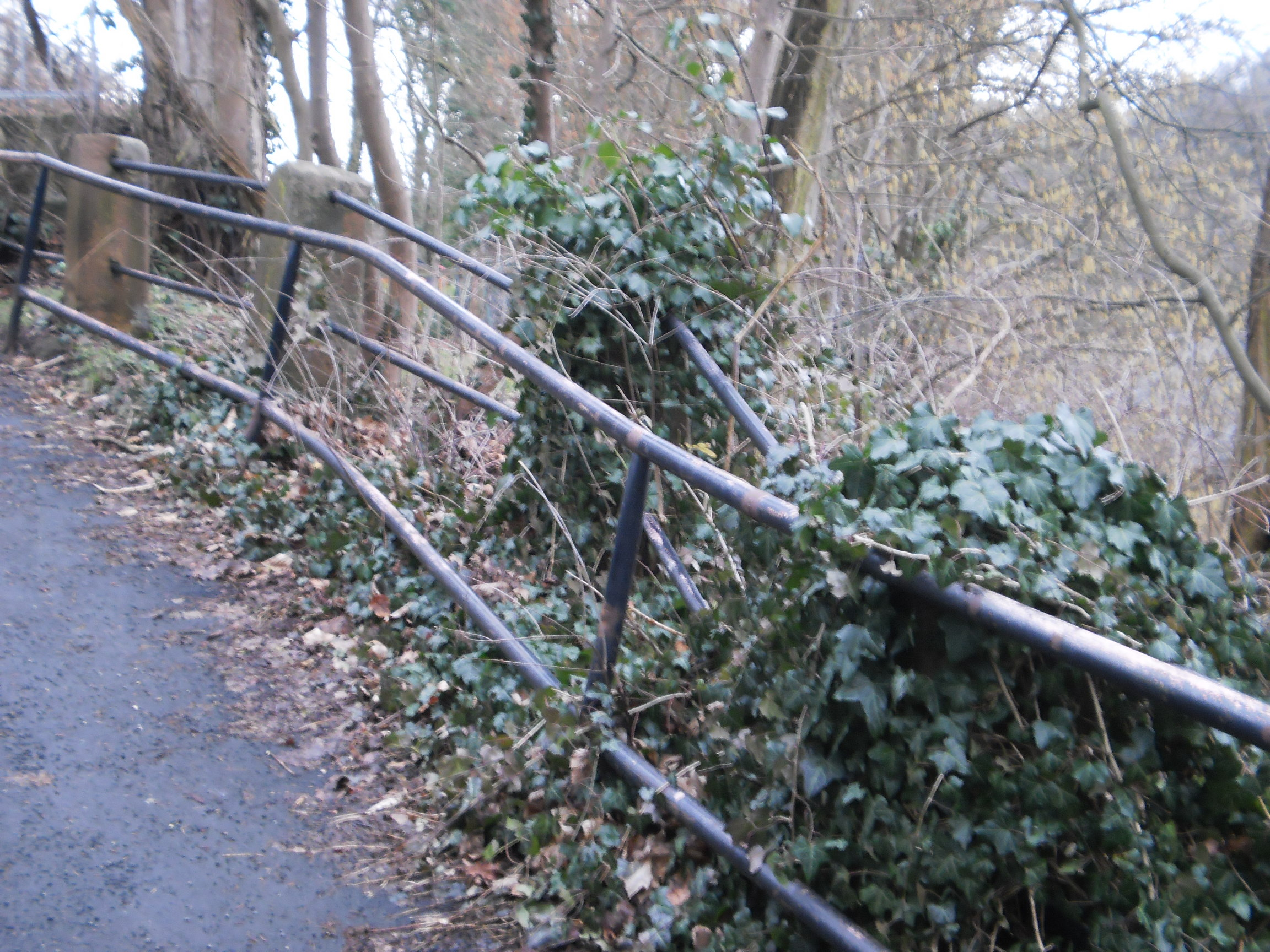
افزونگی

افزونگی در نظریه اطلاعات تعدادی بیت هستند که به پیام اصلی اضافه می‌گردند. به معنای دیگر مقدار فضای به هدر رفته برای انتقال مطمئن داده است.

## فشرده‌سازی و چک‌سام
فشرده‌سازی داده‌ها روشی برای کاهش یا از بین بردن افزونگی ناخواسته است. درحالی که در چک‌سام در کانال‌های ارتباطی دارای نویز با افزونگی به دنبال کشف خطا هستیم.

## معیارها
معیاری برای افزونگی میان دو متغیر ، تقابل اطلاعات  (به انگلیسی: Mutual information) است. معیاری دیگر برای افزونگی میان متغییرهای زیاد همبستگی کل داده‌ها (به انگلیسی: Total correlation) هست.